# Toyofumi Sakano
Toyofumi Sakano (阪野 豊史 Sakano Toyofumi?, Misato, Saitama, 4 de junio de 1990) es un exfutbolista japonés que jugaba como delantero.

## Trayectoria

### Clubes
| Club                   | País  | Año       |
| ---------------------- | ----- | --------- |
| Urawa Reds             | Japón | 2013-2016 |
| Tochigi S. C. (cedido) | Japón | 2015      |
| Ehime FC (cedido)      | Japón | 2016      |
| Montedio Yamagata      | Japón | 2017-2019 |
| Matsumoto Yamaga F. C. | Japón | 2019-2021 |
| Tokyo Verdy            | Japón | 2022-2023 |
| F. C. Imabari          | Japón | 2023-2024 |